# 일자손금
일자손금 또는 원숭이손금 또는 막쥔 손금은 손금의 하나이다. 감정선과 애정선이 연결되어 있기때문에 흔히 생각이 많은 편에 속하며, 그로인하여 종종 실수를 범하기도 한다. 
보통은 머리회전이 빠르고 비상하기때문에 사업가 체질로서 성공할 가능성이 높다고하며, 대표적인 일자손금 유명인으로는 고 정주영 회장과 탕웨이, 태양 등이 있다